# Malleola macranthera
Malleola macranthera là một loài thực vật có hoa trong họ Lan. Loài này được (Ridl.) Holttum mô tả khoa học đầu tiên năm 1947.